# Leńki
Leńki (biał. Ленькі, ros. Леньки) – wieś na Białorusi w rejonie słuckim, w obwodzie mińskim. Wchodzi w skład sielsowietu Wiesieja.